# 卡斯特里區
卡斯特里區是聖盧西亞的10個區之一，位於該國西北部，北鄰格羅斯伊斯勒區，東毗登內里區和米庫區，南接昂斯拉雷區和蘇弗里耶爾區，西臨加勒比海，面積79平方公里，2001年人口61,341，人口密度為每平方公里776人。

## 聚居地
- 巴博诺
- 卡斯特里（首都）
- 拉克鲁瓦曼戈
- 苏西
- 马里戈特